# Eparchia di Gorodec

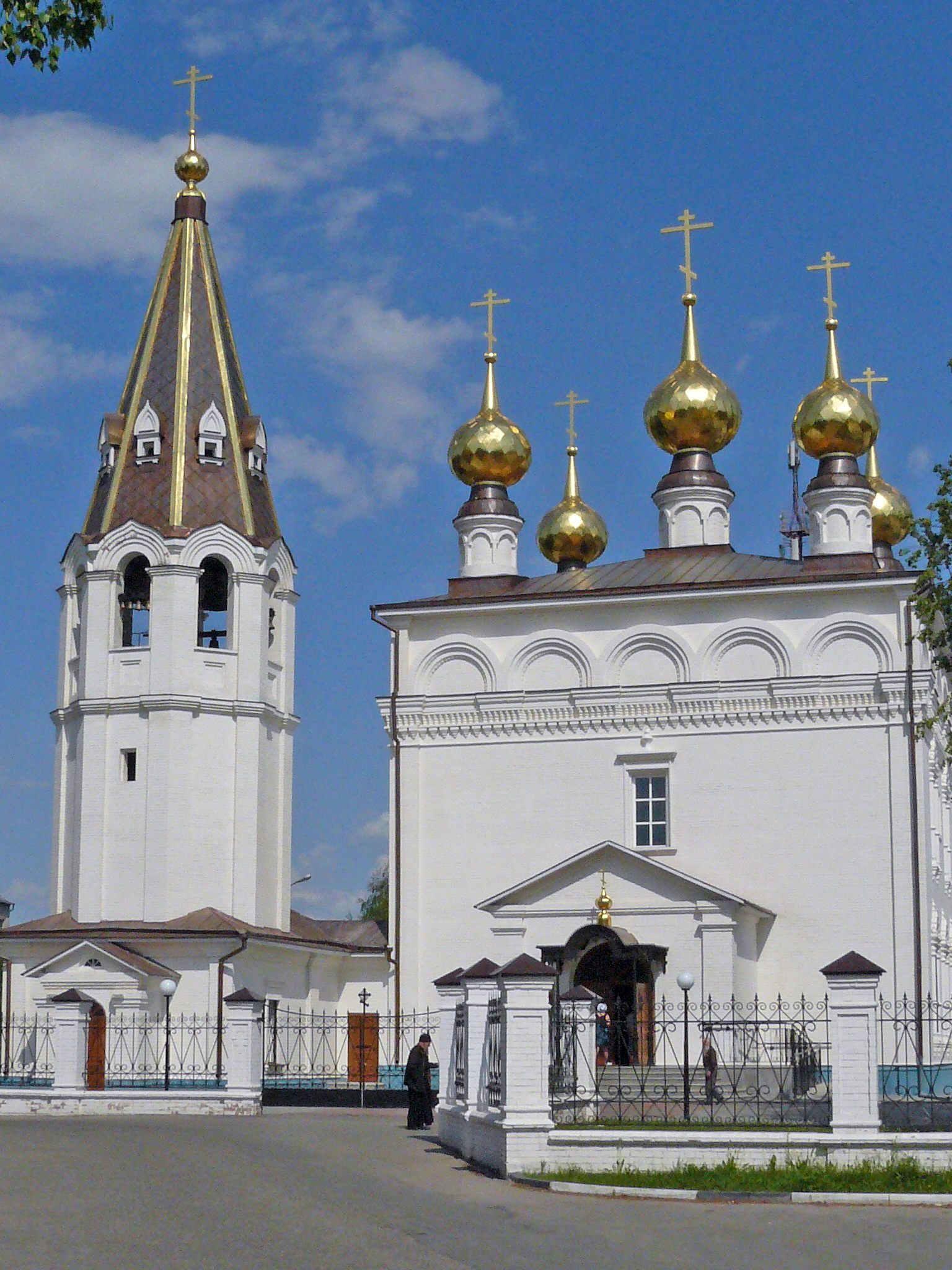
La cattedrale dell'Icona Feodorovskaya della Madre di Dio di Gorodec.

L'eparchia di Gorodec (in russo Городецкая епархия?) è una diocesi della Chiesa ortodossa russa, appartenente alla metropolia di Nižnij Novgorod.

## Territorio
L'eparchia comprende le città di Šachun'ja e Semënov, e i rajon Sokol'skij, Varnavinskij, Vetlužskij, Voskresenskij, Gorodecskij, Krasnobakovskij. Koverninskij, Tonkinskij, Tonšaevskij, Urenskij e Šarangskij nella parte settentrionale dell'oblast' di Nižnij Novgorod.
Sede eparchiale è la città di Gorodec, dove si trova la cattedrale dell'Icona Feodorovskaya della Madre di Dio.
L'eparca ha il titolo ufficiale di «eparca di Gorodec e Vetluga».

## Storia
L'eparchia è stata eretta dal Santo Sinodo della Chiesa ortodossa russa il 15 marzo 2012, ricavandone il territorio dall'eparchia di Nižnij Novgorod, e contestualmente è entrata a far parte della metropolia di Nižnij Novgorod.